# Pop'n Pop
Pour le personnage de fiction, voir Yogi l'ours.
Pop'n Pop (ぽっぷんぽっぷ ()) est un jeu vidéo de réflexion sorti en arcade en 1998 au Japon, puis sur PlayStation, Microsoft Windows et Game Boy Color, développé par Taito. 
La version Game Boy Color est sortie en Amérique du Nord sous le nom Yogi Bear: Great Balloon Blast. Les personnages du jeu d'origine y sont remplacés par des personnages de Yogi l'ours.

## Postérité
En 2018, la rédaction du site Den of Geek mentionne le jeu en 53e position d'un top 60 des jeux PlayStation sous-estimés : « Un adorable petit action/puzzle game qui semble plus venu de l'ère SNES que PlayStation, Pop ‘N Pop est un clin d’œil affectueux aux classiques des années 1980 de Taito. »